# Sahardjo
Sahardjo (Surakarta, 26 juni 1909 - Jakarta, 13 november 1963) was een Indonesisch jurist en minister van justitie.
Na de Indonesische onafhankelijkheid speelde Sahardjo als jurist een belangrijke rol bij de totstandkoming van de 'Wet op het Indonesisch staatsburgerschap' (1947) en de Verkiezingswet (1953). Tijdens de periode van geleide democratie onder president Soekarno was Sahardjo van 1959 tot 1963 in drie opeenvolgende kabinetten minister van justitie: in de kabinetten Kerja I, II en III.
Een van Sahardjo's wapenfeiten is dat hij het logo van het ministerie van justitie veranderde van Vrouwe Justitia, een Europees symbool voor het recht, in een banyan-boom, een oud Javaans symbool voor rechtvaardigheid. In 1963 werd hij geëerd met de titel Nationale held van Indonesië. In Zuid-Jakarta is de straat Jalan Dr. Saharjo naar hem genoemd.